# Zebulon (Carolina del Nord)
Zebulon è un comune degli Stati Uniti d'America, situato in Carolina del Nord, nella contea di Wake.

## Demografia
Nel 2023, Zebulon ha una popolazione di 10.164 abitanti. Il suo tasso di crescita è del 12,9% annuo e la sua popolazione, che nel 2020 era di 7.063 abitanti, è aumentata del 43,9%.

## Territorio
Secondo l'ufficio del censimento degli Stati Uniti d'America, la città ha una superficie totale di 4,2 miglia quadrate (10,8 km 2), di cui 4,1 miglia quadrate (10,7 km 2) è terra e 0,02 miglia quadrate (0,06 km2), o 0,57%, è acqua.